# شعيفان محمد
شعيفان محمد (12 أكتوبر 1988 -)، ممثل سعودي.

## عن حياته
كانت بدايته على خشبة المسرح عام 1993 في مسرحية وادي الحنشل، أما بدايته في التلفزيون رشحه الفنان راشد محمد في مسلسل خلك معي مع الفنان محمد العلي. شارك خلال مسيرته الفنية في العديد من المسرحيات والمسلسلات، موهبته وطموحه لفتت نظر الفنان محمد العلي مما جعل يتبناه فنياً ويشركه في دور بطوله وهو ابن الستة أعوام في مسلسل خط البداية ومن ثم توالت الأعمال.

## أعماله

### في التلفزيون
| سنة الإنتاج | اسم المسلسل                                                        | بمشاركة |
| ----------- | ------------------------------------------------------------------ | --- |
| 1994        | خلك معي                                                            | محمد العلي ، علي السبع، عبد العزيز الفريحي،فايز المالكي، سعيد قريش                                                                    |
| 1997        | خط البداية                                                         | محمد العلي، علي إبراهيم، مريم الغامدي، إبراهيم الحساوي                                                                                |
| 2001        | السحارة                                                            | عبدالرحمن الخطيب، لطيفة المجرن، مشعل المطيري، فيصل العيسى، محمد الكنهل عبدالرحمن الخطيب، محمد الكنهل، عبد الله المزيني، مرزوق الغامدي |
| 2006        | طاش 14                                                             | ناصر القصبي، عبد الله السدحان |
| 2006        | دعاء على أبواب جهنم                                                | عابد فهد، سلوم حداد، مريم الغامدي، عبد الله السناني، صبا مبارك، نسرين طافش                                                            |
| 2007        | رجل غني فقير جداً                                                   | محمد صبحي، أمل حسين، عزت أبو عوف، وفاء صادق                                                                                           |
| 2009        | هوامير الصحراء ثلاث اجزاء، الجزء الثاني بعام 2010 والثالث عام 2011 | أحمد الصالح، ميساء مغربي، مريم الغامدي، علي السبع، ماجد مطرب فواز، أميره محمد، عبد الله العامر، سعد خضر، مي عبد الله                  |
| 2009        | السراب                                                             | مجموعة من الممثلين |
| 2009        | أبجد هوز                                                           | عبدالرحمن الخطيب، عبد العزيز السكيرين، عبد العزيز الحماد، عبد العزيز الفريحي، مها سالم، مرزوق الغامدي                                 |
| 2010        | صعب المنال                                                         | إبراهيم الزدجالي، حسين المنصور، أميرة محمد، شهد الياسين، أمل عباس، حمد العماني، يعقوب عبد الله، نواف النجم                            |
| 2011        | أسوار - الجزء الثالث                                               | تركي اليوسف، دريعان الدريعان، طارق الحربي                                                                                             |
| 2011        | المصاقيل - تمثيل صوتي، جزئين، الجزء الثاني بعام 2012               | ماجد مطرب فواز، مشعل المطيري |
| 2012        | شباب البومب                                                        | فيصل العمري، فيصل العيسى، فخرية خميس، عبد الله المزيني                                                                                |
| 2013        | شباب البومب 2                                                      | فيصل العيسى، فيصل العمري، أفنان فؤاد، أميرة محمد                                                                                      |
| 2013        | السلطانة                                                           | ليلى السلمان، إبراهيم الحربي، علي السبع، أميرة محمد                                                                                   |
| 2014        | شباب البومب 3                                                      | فيصل العيسى ، فيصل العمري، علي المدفع، مرزوق الغامدي                                                                                  |
| 2015        | شباب البومب 4                                                      | فيصل العيسى ، مهند الجميلي |
| 2016        | سيلفي 2                                                            | ناصر القصبي، عبد الاله السناني، اسعد الزهراني، حبيب الحبيب، طارق الحربي،ريماس منصور، ريم عبدالله                                      |
| 2017        | ظل الحلم                                                           | تركي اليوسف، هيفاء حسين، إيمان الغربي، يامور                                                                                          |
| 2018        | قلوب بيضاء                                                         | مروة محمد، يامور، بدر اللحيد، حمد الكبيسي، هدى الخطيب، أشجان                                                                          |
| 2018        | صيف بارد                                                           | نيرمين محسن، شيلاء سبت، مريم حسين |
| 2019        | سريع سريع                                                          | فايز المالكي، حسن عسيري، راشد الشمراني                                                                                                |
| 2019        | بنات الملاكمة                                                      | ميلا الزهراني، فاطمة الحوسني، عبدالعزيز السكيرين، آلاء شاكر،                                                                          |
| 2020        | فيلم اهرب ياخلفان                                                  | خليفة الكعبي، عبدالله بن حيدر، محمد شامان، شيخة البدر، عبدالعزيز الشمري                                                               |
| 2021        | عندما يكتمل القمر2                                                 | فيصل العميري. ريم عبدالله. محمد الطويان. خالد صقر. سعيد قريش. عماد اليوسف. ميسون الرويلي. سارة اليافعي                                |

## وصلات خارجية
- شعيفان محمد على موقع قاعدة بيانات الأفلام العربية